# Yoido Full Gospel Church
Yoido Full Gospel Church er en kristen megakirke på Yeouido Island i Seoul, South Korea. Kirken har 830.000 medlemmer (2007), og er den største menighed i Sydkorea. Menigheden er ledt og grundlagt af David Yonggi Cho siden 1958, og kirken er en af de mest synlige manifestationer af kristendommen i Korea.